# 森肇 (長崎県の政治家)

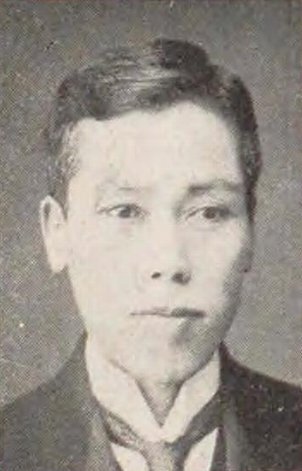
森肇

森 肇（もり はじめ、1873年（明治6年）10月11日 - 1959年（昭和34年）10月28日）は、日本の衆議院議員（政友本党→立憲民政党→立憲政友会→昭和会）、農林参与官。ジャーナリスト。

## 経歴
長崎県北松浦郡御厨村（現在の松浦市）出身。小学校教員を経て、1901年（明治34年）に東京専門学校政治経済科を卒業。長崎新報記者、長崎日日新聞記者、同編集長、長崎新聞主筆、同専務取締役を歴任した。また長崎県会議員、同参事会員に選ばれた。
1924年（大正13年）、第15回衆議院議員総選挙に出馬し、当選。第21回衆議院議員総選挙に至るまで6回当選を果たし、その間岡田内閣で農林参与官を務めた。
1935年（昭和10年）には昭和会の結党に参加している。
戦後、公職追放となった。
その他、佐世保鉄道株式会社取締役、平戸島電灯株式会社取締役、大日本水産会理事を務めた。